# Maximum Conviction
Maximum Conviction (Alternativtitel: Maximum Conviction – Keiner kann sie stoppen!, Originaltitel: Maximum Conviction) ist ein US-amerikanischer Actionfilm des Regisseurs Keoni Waxman aus dem Jahr 2012. In den Hauptrollen sind Steven Seagal und Steve Austin zu sehen. In Deutschland wurde der Film als Direct-to-DVD am 26. Oktober 2012 veröffentlicht.

## Handlung
Die Ex-Elitesoldaten Cross und Manning arbeiten als Sicherheitsexperten in einem für die baldige Schließung vorgesehenen geheimen Militärgefängnis. Kurz vor der geplanten Schließung werden noch einmal zwei weibliche Häftlinge, Samantha und Charlotte, eingeliefert.
Als US-Marshals verkleidet verschafft sich eine Killertruppe um Chris Blake durch eine Sprengung Zugang zum Gefängnis. Die Gruppe hat es auf eine der beiden weiblichen Insassen abgesehen. Manning und Cross finden heraus, dass Samantha zuvor als Kurier für die CIA tätig war und ihr ein Chip implantiert wurde, der Daten zu geheimen Geldmitteln der CIA gespeichert hat. Die Summe dieser für Schmiergeldzahlungen gedachten Gelder beläuft sich auf 200 Millionen Dollar. Cross und Manning gelingt es, Blakes Truppe auszuschalten; zuletzt wird auch Blake selbst von Cross getötet.
Da es sich um illegale Gelder handelt mit denen niemand etwas zu tun haben will, teilen sich Cross und Manning am Ende die Summe.

## Kritik
„Die hanebüchene Handlung des trivialen Actionfilms wird auch durch die inzwischen reichlich abgetakelte Action-Ikone Steven Segal und die überdurchschnittlich harte Gewalt nicht erträglicher.“

„Action-Ikone Steven Seagal und Wrestling-Titan Steve Austin treten und schießen und schlagen Söldner und Hochsicherheitstraktbewohner in hellen Scharen und am laufenden Meter zusammen in diesem etwas gewagt konstruierten, dafür aber jederzeit zu brutalen Gewaltexzessen aufgelegten Actionfilm für Leute, die auf Subtext oder ironische Brechung keinen Pfifferling geben. Konventionelles B-Movie-Entertainment mit hohem Unterhaltungswert.“

„Sinnfreie Ballerorgie mit den Action-Opas Steve Austin und Steven Seagal.“